# Broomeiaceae
Broomeiaceae är en familj av svampar. Broomeiaceae ingår i ordningen Agaricales, klassen Agaricomycetes, divisionen basidiesvampar och riket svampar.
|              | Schizophyllaceae           |
|              |                            |
|              | Pterulaceae                |
|              |                            |
|              | Psathyrellaceae            |
|              |                            |
|              | Pluteaceae                 |
|              |                            |
|              | Pleurotaceae               |
|              |                            |
|              | Physalacriaceae            |
|              |                            |
|              | Phelloriniaceae            |
|              |                            |
|              | Niaceae                    |
|              |                            |
|              | Mycenaceae                 |
|              |                            |
|              | Marasmiaceae               |
|              |                            |
|              | Lyophyllaceae              |
|              |                            |
|              | Inocybaceae                |
|              |                            |
|              | Hygrophoraceae             |
|              |                            |
|              | Hydnangiaceae              |
|              |                            |
|              | Hemigasteraceae            |
|              |                            |
|              | Gigaspermaceae             |
|              |                            |
|              | Fistulinaceae              |
|              |                            |
|              | Entolomataceae             |
|              |                            |
|              | Cyphellaceae               |
|              |                            |
|              | Cortinariaceae             |
|              |                            |
|              | Clavariaceae               |
|              |                            |
| Broomeiaceae | \| \| Broomeia \| \| \| \| |
|              | \| \| Broomeia \| \| \| \| |
|              | Bolbitiaceae               |
|              |                            |
|              | Amanitaceae                |
|              |                            |
|              | Agaricaceae                |
|              |                            |
|              | Strophariaceae             |
|              |                            |
|              | Tricholomataceae           |
|              |                            |
|              | Typhulaceae                |
|              |                            |
|              | Setchelliogaster           |
|              |                            |
|              | Panaeolus                  |
|              |                            |
|              | Amogaster                  |
|              |                            |
|              | Brunneocorticium           |
|              |                            |
|              | Cribrospora                |
|              |                            |
|              | Plicatura                  |
|              |                            |
|              | Stemastrum                 |
|              |                            |
|              | Cheilophlebium             |
|              |                            |
|              | Plicaturopsis              |
|              |                            |
|              | Phlebophyllum              |
|              |                            |
|              | Mesophelliopsis            |
|              |                            |
|              | Sedecula                   |
|              |                            |
|              | Gramincola                 |
|              |                            |
|              | Mycospongia                |
|              |                            |
|              | Panaeolina                 |
|              |                            |
|              | Cycloderma                 |
|              |                            |
|              | Polygaster                 |
|              |                            |
|              | Acinophora                 |
|              |                            |
|              | Stylobates                 |
|              |                            |
|              | Disporotrichum             |
|              |                            |
|              | Broomeia                   |
|              |                            |

|  | Broomeia |
|  |          |